# 장수로 (인천)
장수로(長壽路)는 인천광역시 남동구 장수동에 있는 인천광역시도로, 총 연장은 476m이다. 해당 도로명은 행정구역명인 장수동을 이용하여 제명한 것에서 유래되었다.

## 노선 정보
- 총 연장 : 0.476 km
- 기점 : 인천광역시 남동구 장수동 614-2 (장자골사거리 = 수인로와 교차, 장아산로와 직결)
- 종점 : 인천광역시 남동구 장수동 748-2 (수연교에서 끝남)

## 지리

### 통과하는 지자체
- 인천광역시
  - 남동구 (장수동)

### 접촉하는 도로
- 장아산로 (직결)
- 수인로
- 장자로
- 장자북로

### 주변에 있는 시설
- 장수주공아파트

### 하천 및 교량
- 수연교
- 장수천